# Typhochlaena chapadensis
Espèce
Typhochlaena chapadensis est une espèce d'araignées mygalomorphes de la famille des Theraphosidae.

## Distribution
Cette espèce est endémique du Brésil,. Elle se rencontre vers Lençóis.

## Description
Le mâle holotype mesure 13,01 mm.

## Systématique et taxinomie
Cette espèce a été décrite par Bertani, Antunes et Gallão en 2025.

## Étymologie
Son nom d'espèce, composé de chapad[] et du suffixe latin -ensis, « qui vit dans, qui habite », lui a été donné en référence au lieu de sa découverte, la Chapada Diamantina.

## Publication originale
- Bertani, Antunes & Gallão, 2025 : « A new species of tiny arboreal tarantula of the genus Typhochlaena C. L. Koch, 1850 (Araneae, Theraphosidae) from the State of Bahia, Brazil. » Zootaxa, no 5660(1), p. 102-110.